# Proterosuchus
Proterosuchus var ett tidigt släkte av arkosaurier som levde under början av trias. Fossil från Proterosuchus har påträffats i Sydafrika. Ett fossil från Kina flyttades till släktet Chasmatosaurus.
Proterosuchus var lik en modern krokodil i kroppsform och rörelsesätt. Den var dock betydligt primitivare och inte så nära släkt med dagens krokodiler. Proterosuchus blev upp till två meter lång.